# Ciril de Rússia

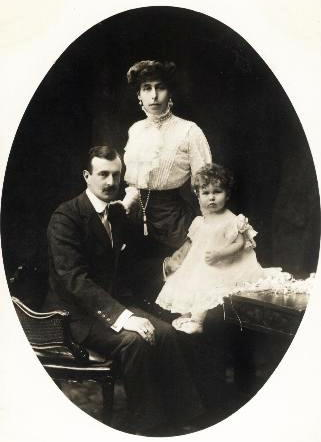
El gran duc Ciril de Rússia, la gran duquessa Victòria Melita i la gran duquessa Maria després princesa de Leiningen

Cyril Vladimirovitx Romanov (Sant Petersburg, 12 d'octubre de 1876 - Neuilly-sur-Seine, França, 1938) fou gran duc de Rússia i cap de la casa imperial de Rússia (1918 - 1938) i Tsar titular de Rússia (1924 -1938).
Nascut el 1875 al Palau Imperial de Sant Petersburg era fill del gran duc Vladimir de Rússia i de la princesa Maria de Mecklenburg-Schwerin. Era net del tsar Alexandre II de Rússia i de la princesa Maria de Hessen-Darmstadt per part de pare mentre que per part de pare ho era del gran duc Frederic Francesc II de Mecklenburg-Schwerin i de la princesa Augusta de Reuss-Köstritz.
Criat junt amb el seu cosí el tsar Nicolau II de Rússia visqué estretament vinculat amb el nucli més central de la família imperial de Rússia. Ingressà a la Marina russa on tingué una carrera militar força important.
El gran duc Ciril havia quedat bojament enamorat de la princesa Victòria Melita del Regne Unit ja a la dècada de 1890 i aquesta li corresponia. Victòria Melita era filla del duc Alfred del Regne Unit, neta de la reina Victòria I del Regne Unit i del tsar Alexandre II de Rússia. Malgrat tot, el fet de ser cosins primers, els dos eren nets del tsar Alexandre II de Rússia impossibilitava el seu casament per l'església ortodoxa. D'aquesta forma, la princesa britànica contragué matrimoni amb el gran duc Ernest Lluís IV de Hessen-Darmstadt.
El matrimoni de la princesa fou un fracàs absolut a conseqüència de l'absència d'amor i de l'homosexualitat del gran duc. L'any 1903 es procedí al divorci i tan sols dos anys després l'única filla en comú dels dos, la princesa Elisabet de Hessen-Darmstadt moria a la datza dels seus oncles els tsars de Rússia en plena Polònia rural. Un dels altres grans problemes que concentrava aquest matrimoni, era el fet que la tsarina Alexandra F'dorovna era germana del gran duc i no acceptava un matrimoni entre un gran duc rus i l'esposa divorciada del seu germà.
Malgrat tot, l'any 1905, el gran duc i la princesa Victòria Melita del Regne Unit contragueren matrimoni a la ciutat de Gotha. El tsar Nicolau II de Rússia eliminà tots els drets dinàstics del gran duc i els prohibí l'entrada a Rússia. Tot i així, l'any 1909 Ciril pogué tornar a Rússia i els seus drets foren restablerts, alhora que s'atorgà a la princesa britànica el títol de gran duquessa de Rússia amb el grau d'altesa imperial.
La parella tingué tres fills:
- SAI la gran duquessa Maria de Rússia (Coburg, 1907 - Madrid, 1951). Es casà amb el príncep Frederic Carles de Leiningen mort el 1946 a Saransk com a presoner de guerra.
- SAI la gran duquessa Kira de Rússia (París, 1909 - 1967, Saint-Briac-sur-Mer, França). Es casà amb el príncep Lluís Ferran de Prússia el 1938.
- SAI el gran duc Vladimir de Rússia (Porvoo/Borgå, Finlàndia, 1917 - 1992, Miami). Es casà amb la princesa Leònida Bagration-Muhranskaja.

La Revolució Russa atrapà a Ciril i la seva família a Sant Petersburg d'on pogueren escapar via Finlàndia. Moltes llegendes han corregut sobre l'escapada dels grans ducs russos a través del glaçat golf de Carèlia, la més coneguda de les quals afirma que el gran duc transportà a la seva muller, embarassada de més de sis mesos, a coll per les terres del golf glaçat. De Finlàndia foren a Coburg i d'allà a Zúric on la duquessa Maria de Rússia, mare de Victòria Melita, s'havia refugiat després de la revolució espartaquista d'Alemanya.
Posteriorment la família del gran duc s'establí a França on visqueren la resta dels seus dies. A França, Ciril tingué una important vida política, ja que conegudes les morts de la família imperial i del gran duc Miquel de Rússia, assumí el títol de cap de la casa imperial de Rússia. El 13 de setembre de 1924 fou proclamat a París Tsar titular i «Autòcrata de Totes les Rússies» encomanant-se-li la tasca de cuidador del tron imperial.